# Masayuki Mori
Masayuki Mori (森 雅之, Mori Masayuki, Sapporo, 13 de janeiro de 1911 – Tóquio, 7 de outubro de 1973) foi um ator japonês, filho do escritor Takeo Arishima. Mori atuou em vários filmes de Akira Kurosawa, entre eles Rashomon e Hakuchi. Ele também estrelou filmes de Kenji Mizoguchi, Mikio Naruse e de outros diretores proeminentes.

## Filmografia
- Tora no o wo fumu otokotachi (1945)
- Zoku Sugata Sanshiro (1945)
- Anjō-ke no butōkai (1947)
- Rashomon (1950)
- Hakuchi (1951)
- Musashino-Fujin (1951)
- Ugetsu monogatari (1953)
- Ani Imōto (1953)
- Koibumi (1953)
- Ukigumo (1955)
- Yōkihi (1955)
- Arakure (1957)
- Warui yatsu hodo yoku nemuru (1960)
- Onna ga kaidan o agaru toki (1960)
- Otōto (1960)
- ushidō zankoku monogatari (1963)
- Taiheiyo hitori-botchi (1963)
- Zatôichi 21 (1970)